# گومبازی
گومبازی (انگلیسی: Gumbazy) یک شهرک در شهرستان استرلیباشفسکی استان باشقیرستان کشور روسیه است.